# Сан-Хосе (округ Ріо-Арріба, Нью-Мексико)
Сан-Хосе (англ. San Jose) — переписна місцевість (CDP) в США, в окрузі Ріо-Арріба штату Нью-Мексико. Населення — 670 осіб (2020).

## Географія
Сан-Хосе розташований за координатами 36°2′12″ пн. ш. 106°6′2″ зх. д. / 36.03667° пн. ш. 106.10056° зх. д. (36.036727, -106.100442).  За даними Бюро перепису населення США в 2010 році переписна місцевість мала площу 4,69 км², уся площа — суходіл.

## Демографія
Згідно з переписом 2010 року, у селищі мешкало 695 осіб у 277 домогосподарствах у складі 189 родин. Густота населення становила 148 осіб/км².  Було 311 помешкання (66/км²).
Расовий склад населення:
| - 61,4 % — білих - 2,4 % — корінних американців - 0,6 % — азіатів - 0,1 % — чорних або афроамериканців - 33,2 % — осіб інших рас |

До двох чи більше рас належало 2,2 %. Частка іспаномовних становила 94,1 % від усіх жителів.
За віковим діапазоном населення розподілялося таким чином: 23,2 % — особи молодші 18 років, 62,1 % — особи у віці 18—64 років, 14,7 % — особи у віці 65 років та старші. Медіана віку мешканця становила 39,3 року. На 100 осіб жіночої статі у селищі припадало 121,3 чоловіків;  на 100 жінок у віці від 18 років та старших — 113,6 чоловіків також старших 18 років.
Середній дохід на одне домашнє господарство  становив 42 569 доларів США (медіана — 33 333), а середній дохід на одну сім'ю — 56 337 доларів (медіана — 47 500). За межею бідності перебувало 16,1 % осіб, у тому числі 13,0 % дітей у віці до 18 років та 21,7 % осіб у віці 65 років та старших.
Цивільне працевлаштоване населення становило 264 особи. Основні галузі зайнятості: освіта, охорона здоров'я та соціальна допомога — 22,0 %, науковці, спеціалісти, менеджери — 20,8 %, мистецтво, розваги та відпочинок — 17,4 %.